# Gymnobisium hogsbackense
Espèce
Gymnobisium hogsbackense est une espèce de pseudoscorpions de la famille des Gymnobisiidae.

## Distribution
Cette espèce est endémique du Cap-Oriental en Afrique du Sud. Elle se rencontre vers Hogsback.

## Description
Les mâles mesurent de 2,16 à 2,31 mm et les femelles de 2,19 à 2,29 mm.

## Systématique et taxinomie
Cette espèce a été décrite par Neethling et Neethling en 2023.

## Étymologie
Son nom d'espèce, composé de hogsback et du suffixe latin -ense, « qui vit dans, qui habite », lui a été donné en référence au lieu de sa découverte, Hogsback.

## Publication originale
- Neethling & Neethling, 2023 : « A systematic revision of the South African Gymnobisiidae (Pseudoscorpiones: Neobisioidea). » Zootaxa, no 5256(6), p. 501-543.